# 誰かさんと誰かさん (テレビドラマ)
「誰かさんと誰かさん」は、1978年7月13日から同年9月28日までテレビ朝日系列における「ナショナルゴールデン劇場」枠で放映されていたテレビドラマ。全12話。

## 概要
板東明彦は、倒産の危機にもある中企業「義経工業」の真面目なサラリーマン。ある日、隣に大企業「神武建設」の庶務課長・落合欣吾の一家が引っ越して来た。そんな時、明彦は行き付けのスナック「ルパン」のママ・富子から、神武建設が義経工業の乗っ取りを図っているらしいとの情報を聞かされる。まともな家庭の落合家にやや荒み気味の板東家、この対照的な二つの家庭を中心に、力関係とその機敏さをネタにしたホームコメディ
第1話の冒頭で、ナレーターとして出演する団しん也が、本作の趣旨として「いわゆる知識人と言われる人々は、ホームドラマを軽蔑する傾向があるわけです。しかしよく考えてみると、ホーム（家庭）には人間存在の原点が厳然としてあるわけです。根源的に我々はひとつの家庭に所属しているわけです。この大前提を見失ってはならないと思うわけです」と説明するシーンがある。そして原案・脚本のジェームス三木は本作について「真面目な喜劇で、"ずっこけホームドラマ"を拡大したもの」と語っている。

## スタッフ
- 原案：ジェームス三木
- 脚本：ジェームス三木 （全話担当）
- プロデューサー：木村幹
- 演出：田中利一 （全話担当）
- 音楽：山本直純

## 出演
- 板東明彦：竹脇無我
- 板東節子：佐藤オリエ
- 落合欣吾：藤岡琢也
- 落合乙女：泉ピン子
※節子とは同じ高校の出身で、同じテニス部の後輩。
- 明彦の娘：二階堂千寿
- 落合ノボル（欣吾の息子）：栗又厚
- 節子の妹・京子：水沢アキ
- 辻川富子：結城美栄子
- 辻川三郎（富子の弟）：桜木健一
- しのぶ：紀比呂子
※神武建設に経理で勤務。欣吾の愛人。
- 赤川：谷村昌彦
- 節子の父・貞之進：信欣三
- ナレーター：団しん也

## サブタイトル
- 第1話「課長の秘密」 （1978年7月13日）
- 第2話「自宅待機」 （1978年7月20日）
- 第3話「接待麻雀」 （1978年7月27日）
- 第4話「明朗会計」 （1978年8月3日）
- 第5話「派閥人事」 （1978年8月10日）
- 第6話「愚妻賢妻」 （1978年8月17日）
- 第7話「私生活」 （1978年8月24日）
- 第8話「袖の下」 （1978年8月31日）
- 第9話「処世術」 （1978年9月7日）
- 第10話「所長代理」 （1978年9月14日）
- 第11話「業務命令」 （1978年9月21日）
- 第12話「退職届」 （1978年9月28日）